# 高屋帽
高屋帽，又稱高頂紗帽、高筒纱帽，是漢服、和服首服的一類，特徵是高頂形如屋脊，因而得名。最早出现于东晋，流行於南朝至宋代，有白、乌两种。其内型用铁丝编织而成，成为硬壳，内衬纱，外涂缯纱(缯是一种丝织品)。除了高頂之外，還有多種變化，最基本為無檐式，也有帽檐如卷荷狀、或連有下裙、長耳者。

## 中國
白纱帽为天子、皇家亲贵使用，多用于宴会和私人场合。 高屋烏紗帽为官員和士庶通用，是烏紗帽的一種，但與後世常稱為「烏紗帽」的官帽非同一形制的帽子。皇太子在上省时帽以乌纱，但在永福省时例外，服以白纱帽。东昏侯又下令左右作逐鹿帽，帽形較一般高屋帽窄狭。乌帽在隋代时，被当作是官服的一种。唐代，不论贵贱，天子百官、庶民百姓均可以戴服它。
宋代時，高屋帽仍然存在，宋人詩詞也有提及高屋帽，如苏轼 《椰子冠》诗：“规模简古人争看，簪导轻安髮不知。更著短簷高屋帽， 东坡何事不违时。”此詩一出，當時人更紛紛仿效蘇軾戴上短簷高屋帽，稱為「子瞻樣」。

## 日本
日本在奈良時代從中國唐朝傳入高頂烏紗帽，演變成烏帽子。